# Aviceda cuculoides
Il baza africano (Aviceda cuculoides Swainson, 1837) è un rapace della famiglia degli Accipitridi.

## Tassonomia
Attualmente vengono riconosciute 3 sottospecie di baza africano:
- A. c. cuculoides Swainson, 1837 (da Senegal a Etiopia sud-occidentale e Repubblica Democratica del Congo settentrionale);
- A. c. batesi (Swann, 1920) (da Sierra Leone a Uganda e Angola settentrionale);
- A. c. verreauxii Lafresnaye, 1846 (da Angola orientale a Uganda e Sudafrica).

## Descrizione

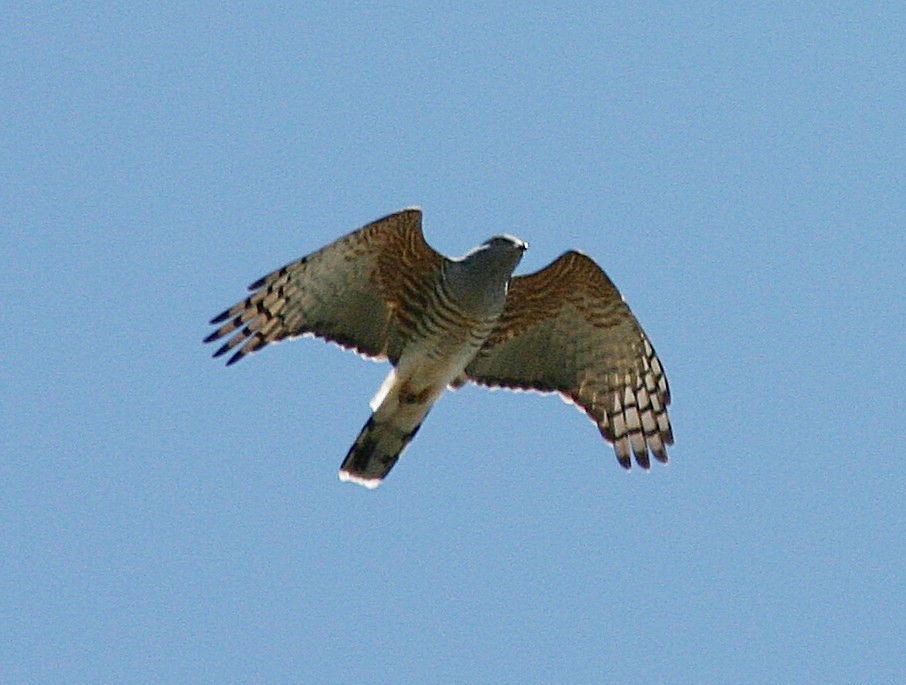
Esemplare in volo.

Diversamente dalla maggior parte degli altri rapaci, che hanno aspetto possente e vigoroso, il baza africano è una specie relativamente piccola (lunghezza totale circa 40 cm) e dalle forme paffute. Testa, collo e parte superiore del petto sono prevalentemente grigi, con una piccola cresta nerastra sulla nuca e una sottile macchia castana sulla parte posteriore del collo. Il resto della regione dorsale è per lo più di colore bruno-nerastro, con penne caudali brevi di colore nero, listate da tre bande grigie e terminanti con una punta grigio-bianca. Gli aspetti che più caratterizzano questa specie sono la colorazione brillante degli occhi, gialli nella femmina e rosso-arancio nel maschio, e la colorazione bianca della regione ventrale, che è interamente ricoperta da una serie di bande scure. Esistono tre sottospecie di baza africano, che occupano località e ambienti differenti, e che possono essere distinte per la colorazione e i disegni del piumaggio. A. c. batesi ha la regione dorsale di colore più scuro e quella ventrale pesantemente striata, A. c. cuculoides ha le copritrici di colore castano uniforme, mentre A. c. verreauxii ha le copritrici coperte da barre bianche. Il giovane ha la regione dorsale prevalentemente marrone, con una striscia bianca che passa sopra l'occhio, e la regione ventrale bianca, con un disegno irregolare di macchie scure su fianchi e petto.

## Distribuzione e habitat
Il baza africano occupa un areale vastissimo, che si estende su gran parte dell'Africa sub-sahariana, dal Senegal, a ovest, al Camerun, fino al Kenya a est, e a sud fino all'Angola lungo la costa occidentale e al Sudafrica sud-orientale lungo la costa orientale.
Diffuso prevalentemente nelle foreste e nelle regioni alberate, il baza africano può essere rinvenuto sugli alberi che crescono lungo i corsi d'acqua, nelle savane alberate umide, nelle piantagioni di eucalipti e di pini e perfino nei giardini alla periferia delle città.

## Biologia
Di abitudini generalmente solitarie, il baza africano può essere scorto di solito mentre svolazza da un albero all'altro in cerca di prede, piombando loro addosso in picchiata dall'alto o, nel caso di insetti e camaleonti, strappandole dai rami su cui sono posate. La sua dieta consiste prevalentemente di grossi insetti, quali coleotteri, cavallette e termiti, e rettili, come serpenti e lucertole, ma talvolta cattura anche piccoli mammiferi, uccelli, pesci e perfino granchi.
La stagione riproduttiva del baza africano coincide con la stagione delle piogge delle regioni tropicali e varia a seconda delle località: le popolazioni dell'Africa meridionale si riproducono tra settembre e marzo, quelle dell'Africa occidentale tra giugno e agosto e quelle del Kenya tra novembre e giugno. Durante il corteggiamento, i maschi si radunano in piccoli gruppi e iniziano a ingaggiare voli ascendenti rituali, girandosi in aria con lo scopo di mettere in mostra la colorazione uniforme o barrata delle copritrici. Una volta stabilitasi una coppia riproduttiva, anche il maschio e la femmina possono sollevarsi in volo e girarsi intorno a vicenda. La coppia costruisce un nido disordinato alla biforcazione di un albero, composto da ramoscelli muniti di foglie, con una piccola struttura a coppa imbottita di foglie al centro nel quale vengono deposte due o tre uova. Queste vengono covate per circa 32-33 giorni, e i piccoli vengono accuditi per altri 30-42 giorni prima dell'involo.